# Lakes by the Bay
Lakes by the Bay es un lugar designado por el censo (CDP por sus siglas en inglés) ubicado en el condado de Miami-Dade en el estado estadounidense de Florida. En el Censo de 2000 tenía una población de 9.055 habitantes y una densidad poblacional de 701 personas por km².

## Geografía
Lakes by the Bay se encuentra ubicado en las coordenadas 25°34′18″N 80°19′54″O / 25.57167, -80.33167. Según la Oficina del Censo de los Estados Unidos, Lakes by the Bay tiene una superficie total de 12.9 km², de la cual 12,6 km² corresponden a tierra firme y (2.33%) 0.3 km² son agua.

## Demografía
Según el censo de 2000, había 9.055 personas residiendo en Lakes by the Bay. La densidad de población era de 701 hab./km². De los 9.055 habitantes, Lakes by the Bay estaba compuesto por el 72.92% blancos, el 15.36% eran afroamericanos, el 0.18% eran amerindios, el 2.78% eran asiáticos, el 0.10% eran isleños del Pacífico, el 4.69% eran de otras razas y el 3.96% pertenecían a dos o más razas. Del total de la población el 43.83% eran hispanos o latinos de cualquier raza.
Había 3.271 hogares de los cuales el 40.7% tenían niños bajo la edad de 18 que vivían con ellos, el 54,4% eran parejas casadas viviendo juntas, 12.4% tenían como cabeza de familia a una mujer sin presencia de marido y el 29.1% no eran familias. Un 23,1% de todos los hogares se componían de individuos y el 10.1% tenían a ancianos de 65 años de edad o más. El tamaño promedio de un hogar era de 2.77 y el tamaño promedio de una familia era de 3.30.
En el CDP la población estaba compuesta por un 29.0% menor a 18 años, el 7,8% de 18 a 24, el 35,7% de 25 a 44, el 18,7% de 45 a 64, y el 8.7% tenían 65 años de edad o más. La edad promedio era 33 años. Por cada 100 mujeres había 93,7 hombres. Por cada 100 mujeres de edad de 18 años, había 88.3 hombres.
El ingreso promedio para un hogar en el CDP era de $49.236, y el ingreso promedio para una familia era $53.616. Los hombres tenían un ingreso promedio de $37.129 frente a $30.049 para las mujeres. El ingreso per cápita para el CDP era $20.708. Cerca del 7.8% de las familias y el 10,1% de la población estaban por debajo de la línea de pobreza, incluyendo el 9.4% de los menores de 18 años y el 26,2% de las personas mayores de 65 años.
A partir de 2000, los hablantes de Inglés como lengua materna representaban el 52,57% de los residentes, mientras que el español formaba el 44,50%, árabe era del 1,90%, francés era del 0,57%, y francés criollo era de 0,44% de la población